# David H. Trump
Pour les articles homonymes, voir Trump.
David Hilary Trump, né le 27 août 1931 et mort le 31 août 2016, est un archéologue et préhistorien britannique, spécialiste de la Préhistoire de Malte.

## Biographie
David Trump s'est spécialisé dans l'archéologie néolithique de la Méditerranée, de la Sardaigne, de la Sicile et principalement de Malte.
Il étudia au Pembroke College (Cambridge). 
Il travaille sur l'archéologie maltaise à partir de 1954, d'abord comme assistant de John Davies Evans sur les fouilles du temple de Ġgantija, sur l'île de Gozo. Entre 1958 et 1963, il est nommé conservateur du musée national d'archéologie de La Valette, à Malte. Il développe un programme de fouilles archéologiques comprenant les premières fouilles du site de Skorba. À ce titre, il reçoit l'Ordre national du Mérite de Malte.
David Trump est le premier archéologue à utiliser la datation par le carbone 14 à Malte, ce qui lui a permis la découverte de deux nouvelles phases dans la Préhistoire de Malte, qui sont maintenant mentionnées comme les phases Skorba rouge et grise.
Dans les années 2000, il effectua des recherches sur les liens préhistoriques entre la Sicile et Malte.
Il était conférencier en archéologie pour des études hors faculté à l'université de Cambridge, en Angleterre.

## Publications

### Malte
- (en) David H. Trump, Skorba : A Neolithic Temple in Malta, Society of Antiquaries of London
- (en) David H. Trump, Skorba, Oxford University Press (1966)
- (en) David H. Trump, Malta : an Archaeological Guide, Faber et Faber, Londres (1972)
- (en) David H. Trump, Malta, Nagel Publishers (1980)
- (en) David H. Trump, Malta, Prehistory and Temples, Midsea Books Ltd (2003)

### Grèce et Rome
- (en) David H. Trump, Bridget Trump, Greece and Rome Victorious, 500 B.C.-200 B.C, Macmillan Publishers
- (en) David H. Trump, Francis Phillipps, Ancient Rome, Granada Publishing

### Préhistoire
- (en) David H. Trump, Prehistory  of the Mediterranean, Yale University Press (1980)
- (en) David H. Trump, Jacquetta Hawkes, The Atlas of Early Man, Macmillan Publishers Ltd

### Archéologie
- (en) David H. Trump, The Penguin Dictionary of Archaeology, Penguin Books Ltd (1972)
- (en) David H. Trump, Bridget Trump, Warwick Bray, The American Heritage Guide to Archaeology, American Heritage Press
- (en) David H. Trump, Warwick Bray, Judith Newcomer, A Dictionary of Archaeology, Penguin Books Ltd